# Идентификация (психология)
Идентифика́ция (лат. identificāre — отождествлять) — частично осознаваемый психический процесс уподобления себя другому человеку или группе людей. В ряде случаев может относиться к механизмам психологической защиты.

## Описание
Идентификацию разграничивают от её более примитивного аналога интроекции по тому признаку, что идентификация в той или иной степени всегда осознаётся: хотя сам процесс идентификации остаётся бессознательным, выбор объектов идентификации вполне осознаваем и поддаётся субъективному контролю.
См. также Эмпатия

### Как защитный механизм
Защитная форма идентификации — это представление о ком-то как о продолжении себя. Наиболее часто это встречается у родителей, воспринимающих таким образом своих детей. С одной стороны идентифицируясь с ними, родитель как бы приписывает себе молодость и достижения ребёнка, а с другой стороны к этому обычно добавляется проекция на ребёнка собственных желаний, целей и потребностей. Подобное отношение к другим особенно характерно при выраженном нарциссизме.
Кроме того, такой процесс как «идентификация с агрессором» хотя и является по сути скорее интроекцией агрессора, может быть частично осознан и тогда его правильнее относить к защитной форме идентификации.

### Как адаптивный процесс
Идентификация лежит в основе нормальных попыток стать похожим на другого человека или группу людей, перенять значимые черты. В таком виде она присутствует с раннего детства и постепенно развивается от примитивного желания «вобрать в себя», до более сложных, эффективных и субъективно контролируемых форм. Идентификация способствует установлению глубокой эмоциональной связи с другим человеком или группой людей, ощущению причастности, единения с ними. Таким образом, могут быть переняты не только черты и особенности характера, но и нормы, ценности, образцы, что проявляется в форме конформизма.
Адаптивная (приспособительная) сила идентификации может значительно варьироваться, в зависимости от того, кто и когда выбран в качестве объекта идентификации. Идентификация, повышающая социализацию на одном жизненном этапе, может снижать её на другом: если в школьном возрасте идентификация с соседским драчуном может способствовать повышению социального статуса, то во взрослом возрасте вероятнее обратный эффект.
Сознательная и бессознательная идентификация может давать возможность «вставать на чужое место» — погружаться, переноситься в поле, пространство, обстоятельства другого человека, что способствует глубокому его пониманию.
Идентификация также лежит в основе формирования идентичности (концепция Эрика Эриксона).